# シルエットミラージュ
『シルエットミラージュ』（SILHOUETTE MIRAGE）は、トレジャー開発のアクションゲームである。セガサターン版とプレイステーション版があり、前者は1997年9月11日にESPから発売、後者は『シルエットミラージュ 〜リプログラムドホープ〜』のタイトルで1998年7月23日にトレジャーから発売された。PS版は2010年8月25日よりゲームアーカイブスで配信されている。

## ゲームシステム

### 属性
本作に登場するキャラクターには「シルエット」「ミラージュ」の2種類の属性が与えられており、異なる属性の攻撃を受けると体力が、同属性の攻撃を受けると攻撃力が減少する。また、これ以外に機械などの「無属性」もあり、これはどちらの属性の攻撃も効果がない。無属性の攻撃は全てのキャラクターの体力を減少させるため、無属性の敵を攻撃するには無属性の攻撃を当てる必要がある。
各属性の攻撃は、シルエットは紫、ミラージュはピンク、無属性は緑で表現される。
主人公であるシャイナの属性は、画面上における向きによって決定され、通常は右向きの状態でシルエット属性となる。このため、たとえばミラージュ属性の敵を相手にする場合、左側に回りこむことが非常に重要となる、独特の戦略性を持っている。

### パラサイト
シャイナの攻撃はパラサイトによって種類が異なる他、高レベルのものほど攻撃範囲や威力が大きい。パラサイトは3つまで所持可能で、切り替えて使用するほか、攻撃力を1/3消費することで一斉攻撃を行うことも出来る。
攻撃力が0になると、その時点で装備していたパラサイトは消滅し、攻撃力が1/3回復する。但し、1つしか所持していない場合はレベルが1になる。

### 操作
リフレクター
リフレクターを張ると、前方からの同属性か無属性の攻撃を跳ね返すことができる。跳ね返した攻撃は無属性に変化するため、無属性の敵にダメージを与える唯一の手段でもある。
リフレクター大きさはその時の攻撃レベルに影響。発生する瞬間は敵を弾き飛ばす効果もある。
つかみ、投げ
小型の敵をつかんで、位置を入れ替えたり投げ飛ばすことができる。
また、つかんだ敵を殴って所持金を奪うことができる。集めた金は、パラサイトなどを購入するのに必要となる。

### その他
- 同社の『ガンスターヒーローズ』『エイリアンソルジャー』他で見られる、中ボス戦が多数挿入される形でステージが構成されている。特に6ステージ以降は、ボス戦のみの構成となっている。
- マルチエンディングであり、選択やプレイ内容によって結末、または登場するボスが異なる。

## ストーリー
2XXX年。ある日、突然地球に災厄が訪れた。「エド」と呼ばれるシステムの暴走により、全世界の生物は「シルエット」「ミラージュ」どちらかの属性を持つ、異形の存在へと変貌を遂げたのである。
様変わりした世界の下、小競り合いを繰り返しつつも、異形なりの秩序と社会を築き上げていく両種族。ある日、そんな中、シャイナという少女が眠りから覚めた。彼女は過去世界が、変貌した現在の世界を再び元通りにするために遺した、大いなる遺産である。
シャイナは変貌した世界を戻す「正義の使者」として意気揚々とエドへ向かう。一方で“前世”の記憶を失っている住人達は、シャイナを現在の世界を壊す「破壊の使者」と見なし、彼女の前に立ち塞がる。
数々の冒険の末、シャイナの秘密が明かされ、プレイヤーは世界を戻すか否かの選択を迫られる。
世界を元に戻さなかった場合、牧歌的な雰囲気の中でシルエットとミラージュの共存が描かれる。
一方、世界を元に戻した場合、すべてのシルエットとミラージュは世界から消える。唯一残されたシャイナは、誰にも知られぬまま、街をぶらつく。

## キャラクター

### メインキャラクター
シャイナ=ネラ=シャイナ（Sinna・Neutlarva・Sinner）
声：矢島晶子
本作の主人公。シルエットとミラージュ両方の属性を持つハーフ種。
ゲヘナ（Gehenna)
声：松井菜桜子
シャイナの体内に内蔵されている、サポートプログラム。シャイナにアドバイスする。
ゾファル（Zohar-Metatron)/（Zohar-Sandalphon)
```
声：
難波圭一
（ゾファルMT）、
水谷優子
（ゾファルSP）
```

シャイナのライバル的存在。男でシルエット属性のMT（メタトロン）と、女でミラージュ属性のSP（サンダルフォン）の二つの姿を持つ。
同じ純粋ハーフ種であるシャイナをライバル視し、何度か死闘を繰り広げる。
実はその正体はG・A「セーフル=ハ=ゾーハル」。理性（人格）を持たせるため、作り物の記憶を植え込まれていた（詳細はG・Aの項を参照）。

### シルエット属
ミラージュ属と比較すると野蛮で粗暴な性格をしているものが多く、弱肉強食の暴力による階級支配が成り立っている。
ボスであるメギドの考えや種族そのものの性質もあり、組織だって妨害することはなく、ミラージュ側に雇われるか、私的な理由でシャイナに戦いを挑むものがほとんど。
メギド=バースクロッド（Megido Birthclod）
声：増谷康紀
シルエットの支配者。見た目は紳士的だが、荒々しい。今の世界に退屈しており、シャイナを利用して、世界を元に戻そうとする。クロッドから分化して生まれた存在。
ゲーム上（シャイナの視点）では、終盤まで顔と名前が一致しないようになっている。
名前の由来は（後述のハールと合わせて）ハルマゲトン＋「クロッドより生まれし者」。
狂皇ザカリアス（きょうこうザカリアス）(Zacharias)
PS版で特定の条件を満たすと戦える隠しボス。武器は大鎌「デスXIII」で、骨馬が引く戦車「フォーチュンX」を駆る。
メギドに次ぐ実力を持つが、強い相手と戦うことにしか興味がない。
グレゴリ（Grigori Shemhazai）
声：田中一成
モヒカン男。本当の任務は見張り役だが、シルエットの支配者・メギドに反感を持ち勝手な行動をとる。シャイナを目覚める前に倒してメギドの鼻を明かそうとしていた。
パラケス（Paracelsus）
声：幸野善之
鎧武者。剣の腕を磨くため、愛刀を片手に常に強そうな敵を求めている。鎧の音がうるさく、シャイナに戦いを挑んだ場所が夜のマンション周辺であったため、周辺住民から非難をうけている。
ゴリアテ（Gollath the Philistin warrior）
声：郷里大輔
筋肉男。ミラージュに雇われている事を自慢しているが、体よく利用されている事に気付いていない。
パウロ（Paulus）
普段はひ弱な少年だが、月（絵でも可）を見ると狼男に変身し、性格も凶暴になる。
サムソン（Samson Hairpower）
ミラージュであるデリラのボディガード兼運転手。あまり頭は良くない。
ファウスト（Georg Faust）
様々な影絵を使って攻撃してくる。ナルシストな性格。
ディブル（Devil）
多数存在する下級のシルエット。カボチャ頭。中身は炎の灯った蝋燭。

### ミラージュ属
知能が高く、様々な機械（時には生命体）を生み出し、使いこなす種族で、秩序だった階級社会を築いている。
ハール=バースクロッド（Har Birthclod）
声：置鮎龍太郎
ミラージュの支配者で、ミラージュ特有の傲慢な性格の持ち主。世界が元に戻ることを良しとせず、シャイナの妨害をしてくる。クロッドから分化して生まれた存在。
モーセ（Moses）
様々なものを召喚する能力を持ち、またワープや飛行も可能。最初はシャイナを妨害してきたが、その強さに惚れ込み「姐さん」と慕うようになり、ステージ移動などを手伝うようになる。
必殺技は「戦艦大和」など。
サラ（Sarah）
バニーガールと見せかけて、本体は蝦蟇口財布のような格好をした女性。シャイナを「ハナタレチビドブスさん」と呼ぶ。
デリラ（Delilah the Beauty）
メディアシティの管理人。シャイナを誘き寄せ、彼女を倒しつつ究極の鍋料理を完成させようとしたが、食材運びにディブル達を使ったのが敗因となる。
クピト（Cupid）
多数存在する下級のミラージュ。愛らしい仮面をつけているが、その下の素顔はミイラのような顔をしている。

### ガーディアン・エンジェル（G・A）
ハールが作り出した人工生命体。全てがシルエットとミラージュの両方の特性を付加された人工ハーフ種。大きな戦闘力を持つ者が多いが、それを引き換えに精神面では人格破綻を起こしている者が殆ど。
G・A デュナミス06
声：こおろぎさとみ
巨大な魚のような体に、少女の頭のついた姿のG・A。ミラージュ属性の腕（左側）と、シルエット属性の腕（右側）を三本ずつ持つ。「お花買って」とシャイナにねだってくるが、どう見ても花など持っていない。
名前は「能天使」の意。
G・A マラキム05
カメレオンのような姿をしたG・A。舌の先についている顔はシャイナに暴言を吐く。
名前は「力天使」の意。
G・A プリンスダム07
羊と山羊の頭を持った龍のような姿をした、最大にして最弱のG・A。体内にヨナ特殊部隊が配備されている。
名前は「権天使」の意。
G・A ガルガリン03
牛とライオンの頭を持つG・A。ディブルやクピトを捕食することにより自らの属性を決定し、その際羽の色も変わる。
名前は「座天使」の意。
G・A セーラ01
蝶のような体に婦人の頭がついた姿の、ハールの最愛にして最強のG・A。自らが生み出した幼虫を食べることで回復できる。
ゾファルとの最後の決闘で時間切れになると戦う事になる。
名前は「熾天使」の意。
G・A ケルヴ02
PS版で条件を満たすと最終ボスとして登場するG・A。後ろ手に手錠をかけられた女性のような姿をしている。ディブルやクピトを自らの腕に見立てて操り、それらを連続して投げつけたりしてくる。
名前は「智天使」の意。
セーフル=ハ=ゾーハル
ゾファルの本来の姿。
ゾファルとの最後の決闘で、制限時間内に倒すと戦う事になる。
名前の元はゾーハル。

### その他のキャラクター
クロッド（Clod）
声：南央美
過去の世界での人体実験により、シルエットとミラージュの両属性を無理矢理活性化させられた結果、メギドとハールの2人に分たれてしまった少年。「エド」を暴走させ、現在の世界を生み出した張本人でもある。戦いの際は、メギドとハールの力を使ってくる。
名前は「土くれ」の意味。
ヨナ特殊部隊（Jonah）
指揮官のコマンダーと、兵隊のソルジャーで編成される戦闘機械の部隊。他にはアサシンがいる。
アルファ商会
パラサイトを商品としている謎の組織。シルエットやミラージュも、簡単に手が出せないらしい。作中で登場するのはウサギの店員のみ。
パラサイト
シャイナの武器となる生命体。各々の名前は七つの大罪に由来する。
スローサ
ガンショット（通常弾）のパラサイト。名前は「怠惰」の意。
プライディー
ブーメランのパラサイト。名前は「傲慢」の意。
エンビア
ウイング（翼型フィールド）のパラサイト。名前は「嫉妬」の意。OPムービーでゾファルの剣と切り結ぶ時にも使用している。
グラットニィ
レーザーのパラサイト。名前は「暴食」の意。
ラスティ
ガス（煙幕）のパラサイト。一定距離前方に滞空し、発生中は範囲内に連続的にダメージを与える。名前は「色欲」の意。
カビタス
ホーミング（誘導弾）のパラサイト。ショットボタンを押す間、前方の一定範囲にサイトが出現し、範囲内の敵をロックオン。ボタンを離した時にホーミングレーザーを発射。名前は「貪欲」の意。
アンガラ
ボムのパラサイト。放物線を描いて落ち、着弾時に爆風が広がる。足元に設置することで時間差で爆発させることも可能。名前は「憤怒」の意。

## 主題歌
- 「泣けるうちは元気」
  - 作詞、作曲、歌:中司雅美 / 編曲:入江純

## サウンドトラック
| No. | 曲名                                        |
| --- | ------------------------------------------- |
| 01  | OPENING"目覚めよシャイナ"                   |
| 02  | ピンチ!ミー                                 |
| 03  | ハーフ&ハーフ（あれっ?ウーロン茶サービス?） |
| 04  | ナイト・フライト                            |
| 05  | 哀愁ゾファル                                |
| 06  | パウロのお城のてっぺんで                    |
| 07  | パンキー・パンプキン・ジャム                |
| 08  | ワルツ・ウイズ・ウル・ブス                  |
| 09  | クピト…素顔のキミもいいよ                   |
| 10  | 御中野町BGM                                 |
| 11  | バトル・オブ・メギド                        |
| 12  | 魔女の宴                                    |
| 13  | エドそしてバトルへ…                         |
| 14  | 中東情勢                                    |
| 15  | 奥様は天使                                  |
| 16  | RESOLUTION（ノヴァは伊達ちゃうよ）          |
| 17  | TERMINATION                                 |
| 18  | 羊の皮を被った山羊                          |
| 19  | 君はボス?それとも+1?                        |
| 20  | ガーディアン・エンジェル                    |
| 21  | 元気なシャイナ                              |
| 22  | うさぎの電車                                |
| 23  | 試行錯誤はゆとりかな                        |
| 24  | 星空のエンディング                          |
| 25  | 夕暮れどきのエンディング                    |
| 26  | 泣けるうちは元気                            |
| 27  | 泣けるうちは元気（オリジナル・カラオケ）    |

## 評価
ライターのガッキーは魅力的なキャラクターと奥深いストーリーを本格的なアクションで包み込んだ作品として評価している。一方ガッキーはPlayStation版でセーブ機能が付いた点を評価しつつも、ロードが頻発するためレスポンスがいまいちと指摘している。